# 長野県上伊那農業高等学校
長野県上伊那農業高等学校（ながのけん かみいなのうぎょうこうとうがっこう）は、長野県上伊那郡南箕輪村にある公立農業高等学校。略称は「上農」（じょうのう）。

## 概要
全日制生物生産科、生命探求科、アグリデザイン科、コミュニティデザイン科がある。上伊那地区で一番古く設立された伝統校である。普通科は設置されていないが本校に隣接する信州大学農学部への進学者も存在している。
文化祭は「上農祭」と称する。
全日制課程の他に定時制普通科が存在したが、2007(平成19)年度入学生を最後に募集停止となり、2011(平成23)年度をもって閉課された。
2018(平成30)年度から現在の学科が設置された。

## 沿革
- 上農の沿革

## 特色

### 和牛
生命探究科動物コースでは10頭の黒毛和牛のメスを飼育し、人工授精や分娩法について学んでいる。2022年（令和4年）には全国和牛能力共進会の長野県予選に出品している。ところが、和牛を食べたことのない生徒が全校の3分の2を占めたことから、クラウドファンディングで80万円を集め、自校生まれの和牛肉を購入し、調理して食べる企画を2023年（令和5年）12月に開催した。

### マイヤーレモン
2023年（令和5年）7月7日、コミュニティデザイン科グローカルコースの生徒が伊那市の和菓子店と共同で、上伊那産のマイヤーレモンを使った菓子「青春のちいずぷっちい」を開発・販売開始した。2024年（令和6年）1月20日には、生物生産科果樹コースの生徒が南箕輪村開発公社と共同で、中川村産のマイヤーレモンを使った調味料「ずくなしスパイス メタレモ」を開発・販売開始した。

### 教育目標
1. 質実剛健の校風のもとに、知性・特性の涵養につとめ、身体の錬磨と相まって人格完成と個性の伸展を目指す。
2. 生命体の育成という勤労体験をとおして、科学的知識と技術を学び専門的教養を身に付ける。

### 校章
新制高校への移管にともない新しい校章をつくることになり、昭和23年（1948年）夏に学校が生徒からデザインを募集した。
複数の候補の中から原高雄（昭和27年卒）のものが選ばれた。
当時のデザインは、「高」を稲の穂が一本ずつ囲む形で米の増産を強調していた。
昭和27年（1951年）に当時の佐藤昌一校長の意見で左側に稲穂、右側に粟をあしらった形にし、現在使用しているものとなった。
昭和28年の入学者より使用するようになっている。。早稲田の校章に類似している。

### 校歌・応援歌
- 上農校歌（作詞：福澤悦三郎 作曲：井出茂太）

## 著名な出身者
- 伊藤国光 - カネボウ陸上競技部 監督、元陸上長距離（マラソン）選手[5]
- 竹松哲夫 - 農芸化学者、宇都宮大学名誉教授

## 最寄駅
- JR東海 飯田線：伊那北駅から西へ徒歩25分